# Franziskanerkloster Soest
Das Franziskanerkloster in Soest (nach der Farbe des Ordenshabits der Franziskaner auch „graues Kloster“ genannt) wurde 1233 gegründet und bestand bis 1814. Die gotische Klosterkirche Neu-St. Thomas (in Abgrenzung zur nahe gelegenen Kirche Alt St. Thomas) dient heute als evangelische Pfarrkirche.

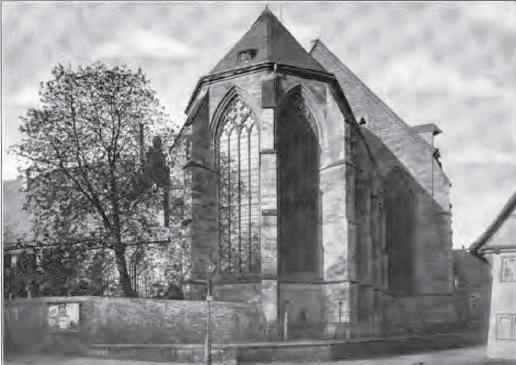
Chor der Klosterkirche (Zustand um 1905)

## Geschichte

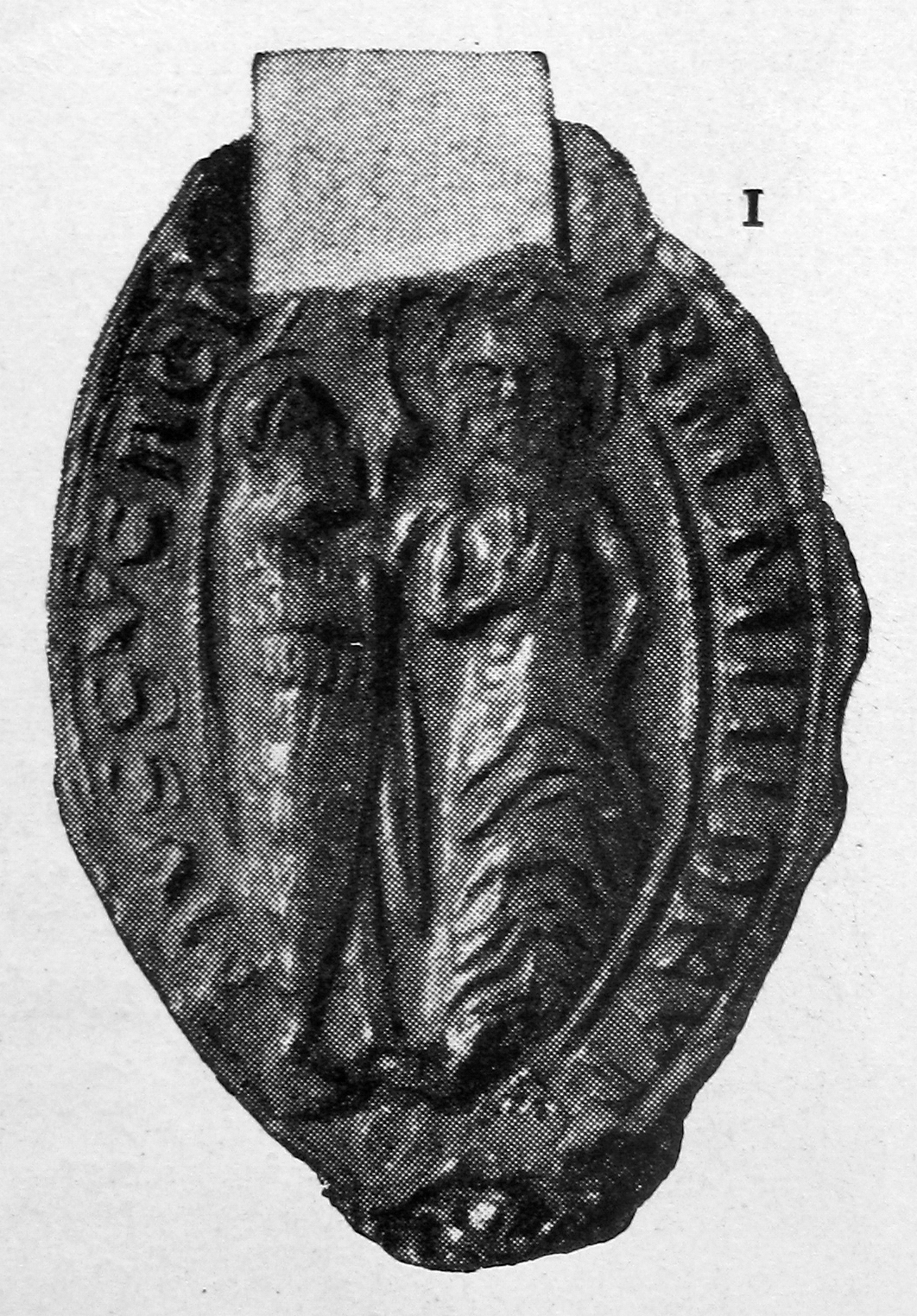
Siegel des Klosters von 1472. Heute im Staatsarchiv Münster

Die Initiative zu der Niederlassung des 1210 gegründeten Franziskanerordens (Ordo fratrum minorum, Orden der Minderbrüder oder Minoriten) ging vom Kölner Erzbischof Heinrich von Molenark aus, der das Provinzialkapitel der Sächsischen Provinz der Franziskaner in Magdeburg um eine Gründung in Soest gebeten hatte. Die Einrichtung gehörte dann zur 1239 gegründeten Kölnischen Ordensprovinz. Das Kloster ist die erste Klostergründung der Minderbrüder in Westfalen.
Zur Zeit von Erzbischof Konrad von Hochstaden wurde 1259 der Bau von Kirche und Konventsgebäuden durch einen Ablass gefördert. Gleichzeitig gestattete der Erzbischof den Ordensbrüdern in Soest das Predigen und die Abnahme der Beichte. In der Folge kamen dem Kloster weitere Ablässe von Bischöfen und Päpsten zugute. Die Gelder wurden vornehmlich für Bautätigkeiten verwandt. Diese dauerte im Wesentlichen bis 1290 an. Später bekam der Orden vielfach Almosen von den Bürgern der Stadt.
Es gab als Klosterämter den Guardian als Oberen des Konvents, den Vizeguardian als seinen Stellvertreter und den Lektor. Prokuratoren außerhalb des Klosters verwalteten den Besitz der Brüder, die nach ihrer Ordensregel selber kein Eigentum haben durften. Die Franziskaner kümmerten sich in Soest vornehmlich um die städtischen Unterschichten. Sie sorgten für Kranke, Aussätzige und Sterbende. 
Wie das Dominikanerkloster Soest waren auch die Franziskaner nach der Einführung der Reformation seit 1531/32 in ihrer Existenz bedroht. Vorübergehend gingen die Brüder nach Werl, kehrten aber bald nach Soest zurück. Sie kümmerten sich dann insbesondere um die Seelsorge der katholischen Minderheit in der Stadt. 
Im 18. Jahrhundert verschlechterte sich die wirtschaftliche Lage des Klosters. Immerhin bestand der Konvent 1768 noch aus 29 Mitgliedern. Bei der Aufhebung 1814 in Folge der Säkularisation lebten jedoch nur noch acht Brüder in Soest. In der Folgezeit (1819–1881) befand sich in den Gebäuden des Minoritenklosters das Lehrerseminar für Westfalen und von 1892 bis 1999 das Predigerseminar der evangelischen Kirche von Westfalen. Die zuletzt in den 1880er-Jahren im größeren Umfang umgebauten Gebäude mit der angrenzenden ehemaligen Minoritenkirche, heute Neu-St. Thomä, wurden am 6. Dezember 1944 sowie am 7. März 1945 bei Bombenangriffen schwer beschädigt. Die Bestände des Klosterarchivs befinden sich heute im Staatsarchiv Münster.

## Klosterkirche
Die ab 1259 errichtete gotische Klosterkirche steht aufgrund ihrer Förderung durch die Erzbischöfe in engem Zusammenhang mit der Baugeschichte des Kölner Domes, deren Architekturformen, namentlich in den vierbahnigen Maßwerkfenstern, genau kopiert sind. Ihr 1292 geweihter Chor ist dreijochig mit 5/8-Schluss, auf der Südseite ist eine Sakristei angebaut. Das bei der für 1343 überlieferten Kirchweihe fertiggestellte Langhaus ist eine dreischiffige, vierjochige Hallenkirche, deren Innenraum durch seine weiten Pfeilerabstände weitläufig und lichtdurchflutet wirkt. Auch die Hallenraumform findet ihr unmittelbares Vorbild in den doppelten Seitenschiffen des Kölner Domes.
1851 erwarb der preußische Staat die säkularisierte Klosterkirche; sie diente seitdem der evangelischen Thomasgemeinde als Pfarrkirche. Die im Zweiten Weltkrieg stark zerstörte Kirche wurde zwischen 1956 und 1966 wieder aufgebaut. Neben Gottesdiensten finden in ihr heute auch Orgelkonzerte und andere Aufführungen statt.

## Orgeln
Die 1970 durch die Firma Alexander Schuke Potsdam Orgelbau (damals VEB Potsdamer Schuke-Orgelbau) erbaute Orgel hat 37 Register verteilt auf 3 Manuale und Pedal, mit Schleifladen, mechanischer Spiel- und elektrischer Registertraktur. 1995 wurde die Setzeranlage auf 256 Speicherplätze erweitert.
Disposition der Schuke-Orgel (Op. 410) von 1970:
| I Hauptwerk C–g3      |       |
| Pommer                | 16′   |
| Prinzipal*            | 08′   |
| Rohrflöte             | 08′   |
| Oktave                | 04′   |
| Spitzflöte            | 04′   |
| Nassat                | 2 ⁄3′ |
| Oktave                | 02′   |
| Rauschpfeife III-IV 0 |       |
| Mixtur V-VI           |       |
| Trompete              | 08′   |

| II Oberwerk C–g3      |     |
| Gedackt               | 08′ |
| Quintadena            | 08′ |
| Prinzipal             | 04′ |
| Blockflöte            | 04′ |
| Sesquialtera II-III 0 |     |
| Waldflöte             | 02′ |
| Oktave                | 01′ |
| Scharff IV            |     |
| Dulzian               | 16′ |
| Schalmei              | 08′ |
| Tremulant             |     |

| III Brustwerk C–g3 |        |
| Holzgedackt        | 08′    |
| Spillpfeife        | 04′    |
| Prinzipal          | 02′    |
| Terz               | 1 3⁄5′ |
| Nassat             | 1 ⁄3′  |
| Cymbel III         |        |
| Vox Humana 0       | 08′    |
| Tremulant          |        |

| Pedal C–f1      |     |
| Prinzipal       | 16′ |
| Subbass         | 16′ |
| Oktave          | 08′ |
| Gemshorn        | 08′ |
| Oktave          | 04′ |
| Nachthorn       | 02′ |
| Hintersatz IV 0 |     |
| Posaune         | 16′ |
| Trompete        | 08′ |
| Clairon         | 04′ |

das Brustwerk ist schwellbar
- Koppeln:
  - Normalkoppeln: II/I, III/I, I/P, II/P, III/P

- Spielhilfen:
  - 256-fache Setzeranlage mit Sequenzer Auf/Ab für Hand und Fuß
  - Tutti, Zungenabsteller